# Erythrogonia velox
Erythrogonia velox är en insektsart som beskrevs av Melichar 1926. Erythrogonia velox ingår i släktet Erythrogonia och familjen dvärgstritar. Inga underarter finns listade i Catalogue of Life.